# Demokratiske Republik Congo ved sommer-OL 2020
Demokratiske Republik Congo deltog under Sommer-OL 2020 i Tokyo, som blev afviklet i perioden 23. juli til 8. august 2021.

## Medaljer
| 2020 Tokyo                  | Guld | Sølv | Bronze | Total |
| Demokratiske Republik Congo | 0    | 0    | 0      | 0     |

### Medaljevinderne
| Demokratiske Republik Congo under sommer-OL 2020 i Tokyo | Demokratiske Republik Congo under sommer-OL 2020 i Tokyo | Demokratiske Republik Congo under sommer-OL 2020 i Tokyo | Demokratiske Republik Congo under sommer-OL 2020 i Tokyo | Demokratiske Republik Congo under sommer-OL 2020 i Tokyo |
| Medalje                                                  | Navn                                                     | Sport                                                    | Event                                                    | Dato                                                     |
| -------------------------------------------------------- | -------------------------------------------------------- | -------------------------------------------------------- | -------------------------------------------------------- | -------------------------------------------------------- |
| -                                                        | -                                                        | -                                                        | -                                                        | -                                                        |